# Венеція (Куявсько-Поморське воєводство)
Венеція (пол. Wenecja, нім. Venetia) — село в Польщі, у гміні Жнін Жнінського повіту Куявсько-Поморського воєводства.
Населення — 333 особи (2011).

## Демографія
Демографічна структура станом на 31 березня 2011 року:
|          | Загалом | Допрацездатний вік | Працездатний вік | Постпрацездатний вік |
| -------- | ------- | ------------------ | ---------------- | -------------------- |
| Чоловіки | 155     | 35                 | 115              | 5                    |
| Жінки    | 178     | 38                 | 110              | 30                   |
| Разом    | 333     | 73                 | 225              | 35                   |